# Енгелберт Долфус
Енгелберт Долфус (4. октобар 1892 — 25. јул 1934) је био политичар аустријске Хришћанске и Отаџбинске партије. Био је и канцелар Аустрије и диктатор Аустрије од 1932. до његовог атентата од стране нациста 1934. године.

## Биографија
Рођен је у Тексингталу у Доњој Аустрији као дете самохране и религиозне мајке и непознатог оца. Долфус је био учен на Римокатоличком семинару пре него што се одлучио да студира право на Бечком универзитету, а потом и економију на Берлинском универзитету.
Долфус је имао проблема да приступи Аустроугарској војсци у Првом светском рату због његовог ниског раста. Судећи по Њујорк тајмсу био је висок свега 150cm, али је ускоро био примљен и послат на Италијански фронт. Био је одликован више пута и на кратко су га Италијани држали као ратног заробљеника. После рата је радио у министарству пољопривреде као секретар удружења фармера и постао је директор коморе за пољопривреду у Доњој Аустрији 1927. године. 1930. године се учлањује у Хришћанску социјалну партију и постављен је за председника аустријске националне железнице. Следеће године је постављен за министра пољопривреде и шума.

### Канцелар Аустрије
Долфус је постао канцелар 20. маја 1932. године као шеф коалиционе владе. Главни циљ је био решавање проблема проуроковано великом кризом у ситуацији када је Аустрија била у економско неповољном положају губитком великог дела Аустроугарског царства и прерађивачке индустрије са центрима у Бохемији и Моравској. Велики део Аустроугарске индустрије се налазио у подручју које је после Првог светског рата припало Чехословачкој и Југославији.

### Аустријски диктатор
У марту 1933. настао је аргумент због неправилности у поступку гласања. Председник Национаног већа (доњег дома) Карл Ренер је поднео оставку да би могао да гласа као члан парламента. Као последица тога, два потпредседника, који су припадали другим партијама, такође су поднели оставку да би могли да гласају. Из тог разлога парламент није могао да закључи седницу. Долфус је оставке сва три члана узео за пример као изговор да је Национални савет постао непрактичан и саветовао је председника Вилхелма Микласа да изда решење у којем се Национални савет на неодређено време проглашава неважећим.
Када је Национални савет хтео да се састане неколико дана после оставке три члана, Долфус је забранио улазак у парламент користећи полицијску силу, успешно елеминишући демократију у Аустрији. Од тог тренутка па надаље владао је као диктатор хитним декретом са апсолутном влашћу.
Један од мотива за Долфусове поступке било је и то што је Адолф Хитлер проглашен за канцелара Немачке 1933. године. Захваљујући томе изгледало је вероватно да ће Национално-социјалистичка партија Аустрије (НСПА) добити велику већину гласова на будућим изборима. Уз то је и совјетски утицај у Европи порастао током 20-их и 30-их година 20. века. Долфус је због тога забранио рад НСПА у јуну 1933, а касније и рад комуниста. Под именом Хришћанске социјалне партије успоставио је једнопартијску диктатуру у великој мери по узору на фашизам у Италији, забрањујући све друге аустријске партије.

### Аустрофашизам
Пошто се аустрофашизам у великој мери угледао на фашизам у Италији, Долфус је од Италије тражио подршку против нацистичке Немачке. Добили су уверење од Италије да ће Аустрија имати своју независност у августу 1933. године. Долфус и Бенито Мусолини су размењивали тајна писма у којима Мусолини гарантује аустријску независност. Мусолини је хтео да од Аустрије направи тампон зону против нацистичке Немачке. Долфус је увек указивао на сличности између Хитлеровог и Стаљиновог режима. Био је убеђен да је аустрофашизам под његовим режимом и фажизам у Италији под Мусолинијевим могао парирати и национал-социјализму и комунизму у Европи.
Долфус је у Априлу 1934. исценирао заседање скупштине на којем су присуствовали само чланови његове партије да би усвојили нови устав. Тзв. корпоративни устав усвојен је 1. маја 1934 са уредбама које су законите од марта 1933.

### Аустријски грађански рат
У фебруару 1934. нацистички агенти у безбедносним државним снагама су изазвали хапшења социјал-демократа и неоправдану претрагу за оружјем. Због степена Долфусове диктатуре против социјал-демократа, социјал-демократе су позвале на национални устанак против владе која је умало завршила великим грађанским ратом. Грађански рат се ипак догодио, а почео је 12. фебруара и трајао је до 27. фебруара 1934. године. Жестоке борбе водиле су се углавном у источној Аустрији, посебно на улицама округа у околини Беча и у северним, индустријским подручјима Штајерске.
Као последица отпора, која је заустављена полицијском и војном интервенцијом, социјал-демократи су забрањени, а њихове вође су позатваране или су побегли у иностранство.

### Атентати и смрт
Долфус је 3. октобра 1933. избегао атентат од стране Рудолфа Дертила, 22-годишњака који је био избачен из војске због подршке национал-социјалистичкој странци.
Убијен је 25. јула 1934. године од стране аустријских нациста који су ушли у зграду парламента и пуцали у њега у покушају да направе државни удар. Други разлог због којег је пуч био испланиран је зато што је Мусолини мобилизовао део италијанске војске на аустријској граници и претио Хитлеру рату у случају инвазије Аустрије.
У Корушки велики број немачких нациста је покушало да дође на власт, али су спречени од стране италијанских снага које су биле у близини. Учесници атентата су ухапшени и убијени. Курт фон Шушниг је постао нови канцелар Аустрије.
Долфус је сахрањен на Хицинг гробљу у Бечу поред његове жене Алвине Долфус и двоје своје деце. Његово тело је 1934. есхумирано од стране тадашњег канцелара Курта фон Шушнига заједно са телом Игнаца Зајпела и постављено је у бронзани ковчег у једној цркви у Бечу, међутим после Аншлуса нацисти су наредили да се тела врате у гробнице.